# Prosopocoilus takakuwai
Prosopocoilus takakuwai is een keversoort uit de familie vliegende herten (Lucanidae). De wetenschappelijke naam van de soort is voor het eerst geldig gepubliceerd in 1994 door Mizunuma in Mizunuma & Nagai.